# Krímske
Krímske (en (ucraïnès): Кримське) és un poble de la República Autònoma de Crimea a Ucraïna, que el 2014 tenia 1.822 habitants. Pertany al districte rural de Saki.